# ルイーゼ・フォン・メクレンブルク＝シュトレーリッツ

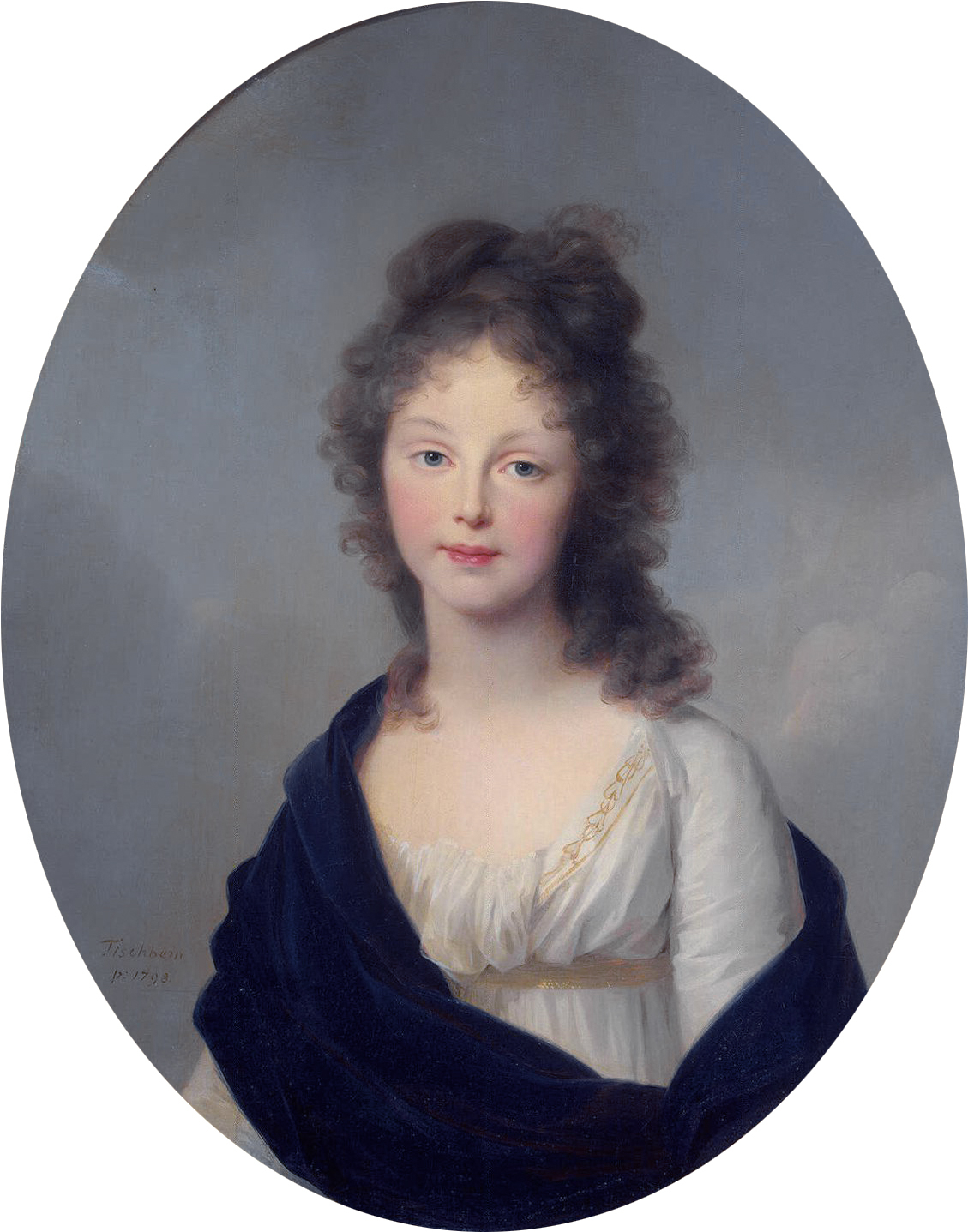
ルイーゼの肖像、ヨハン・ハインリヒ・ヴィルヘルム・ティッシュバイン画、1798年

ルイーゼ・アウグステ・ヴィルヘルミーネ・アマーリエ・メクレンブルク＝シュトレーリッツ大公女（独: Luise Auguste Wilhelmine Amalie Herzogin zu Mecklenburg-Strelitz, 1776年3月10日 - 1810年7月19日）は、フリードリヒ・ヴィルヘルム3世の妻としてプロイセン王妃である。メクレンブルク＝シュトレーリッツ公カール2世（後のメクレンブルク＝シュトレーリッツ大公）の四女。初代ドイツ皇帝ヴィルヘルム1世の母。

## 生涯
1776年3月10日、カール2世とその妻であったヘッセン＝ダルムシュタット侯子ゲオルク・ヴィルヘルムの娘フリーデリケの間の第6子、四女としてハノーファーで生まれた。1793年3月14日、フランクフルト・アム・マインで婚約者のプロイセン王太子フリードリヒ・ヴィルヘルムに会う。2人はその年の12月24日に結婚した（2日後にフリードリヒ・ヴィルヘルムの弟ルートヴィヒとルイーゼの妹フリーデリケが結婚した）。1797年11月16日に夫はフリードリヒ・ヴィルヘルム3世として即位し、ルイーゼは王妃になった。フリードリヒ・ヴィルヘルム3世は、父のフリードリヒ・ヴィルヘルム2世とは違い、誠実な夫で愛人を持つこともなく、ルイーゼとの夫婦仲は良かった。
ルイーゼは音楽に大変関心を持ち、宮廷楽長で作曲家であり、後にドイツ・オペラの発展に大きく貢献したヨハン・フリードリヒ・ライヒャルトに声楽を学んだ。
1806年10月8日、プロイセンとフランスの間に戦争が始まった。イエナ・アウエルシュタットの戦いで、プロイセンはフランスに大敗する。11月の末にはナポレオン1世はロシア軍と戦うため、ベルリンからポーランドに向かった。その前にルイーゼはナポレオンにロシアとの講和を訴えた。しかし､効果がないとわかるとルイーゼはナポレオン1世の皇后ジョゼフィーヌにとりなしを頼んだ。ジョゼフィーヌはルイーゼのためにナポレオン1世に手紙を書いた。しかし、ナポレオン1世の返事はこのように冷たいものだった。
ナポレオン1世は反フランスの中心人物であるルイーゼ王妃のフリードリヒ・ヴィルヘルム3世への影響力を、非常に有害であると考えていたのである。

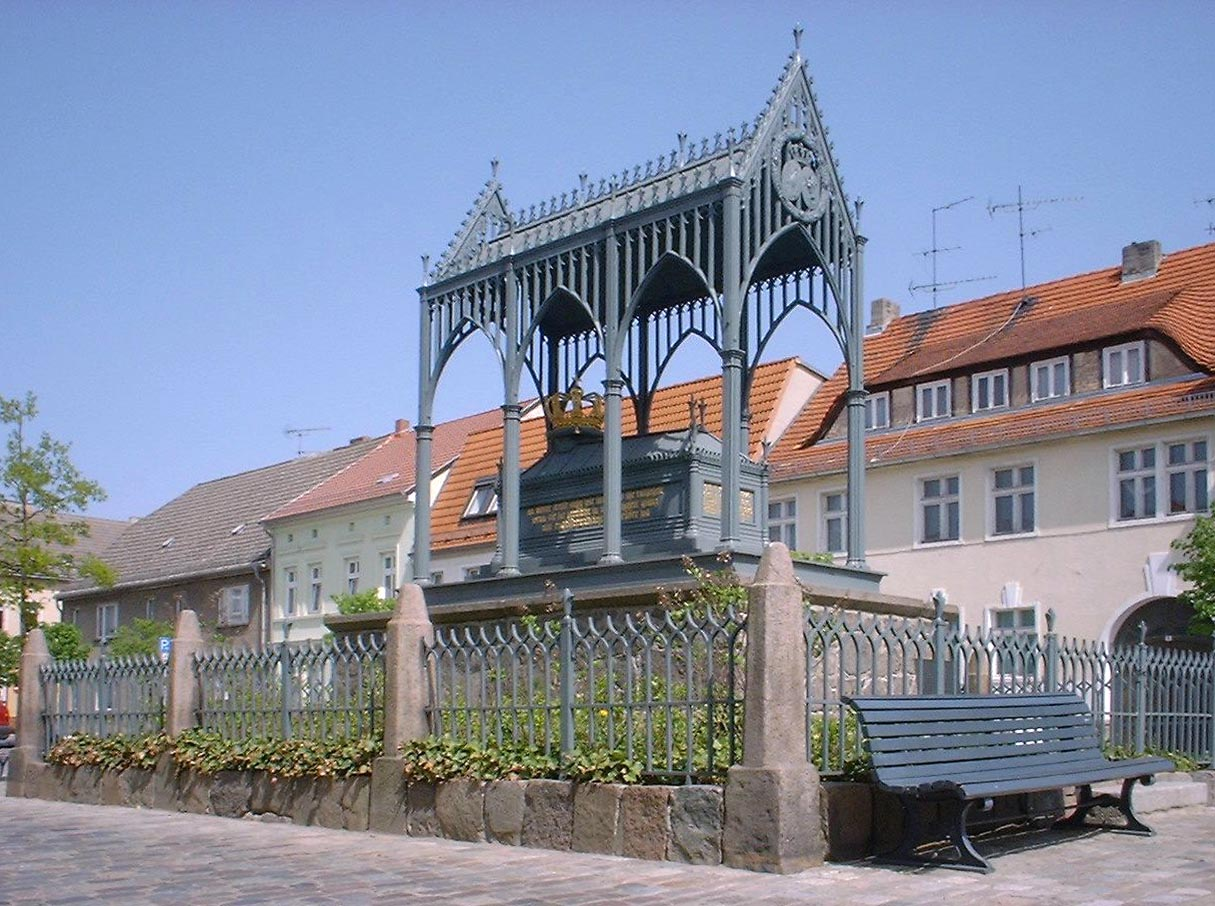
ブランデンブルクにあるルイーゼの記念碑

1807年7月7日のティルジット条約で、プロイセンは領土の半分を削られた上、兵力を4万2千に抑えられ、賠償金として1億3500万フランを課せられた。このためプロイセンは「これぞ破壊の傑作」と言われてしまった。フリードリヒ・ヴィルヘルム3世は講和会議にも出席を許可されず、メーメル川の岸辺でロシアの将校達の中に混じりながら、にわか雨の中、ロシア外套で寒さに震えながら会議が終わるのを待ったという。
困り果てたフリードリヒ・ヴィルヘルム3世は最後の手段として、当時国民に愛国の王妃として絶大な人気と尊敬を集めていたルイーゼを説得し、彼女の美しさにナポレオン1世が心を和らげ、プロイセンとの講和条件を緩めてくれることを期待した。ルイーゼはこの交渉においては、不屈で粘り強く毅然とした態度を見せた。しかし、ナポレオン1世がプロイセンへの要求を緩めることはなかったため、さらに華やかに着飾って甘い言葉を囁いてみたり、涙声で懇願したりもしたが、結局彼の決定は覆らなかった。ただしナポレオン1世はこの交渉でのルイーゼの態度には深い感銘を受け、「美しき敵対者」「プロイセンの雌豹」などと評した。
プロイセン中の愛国者達の尊敬を集め、ルイーゼは大敗に苦しむプロイセンの崩壊を寸前で食い止めたとして評価された。ルイーゼは1810年7月19日に肺炎で死去した。彼女の死を、プロイセン国民は大いに嘆いたという。

## 子女
夫であるフリードリヒ・ヴィルヘルム3世との間には、以下の5男4女（死産の1児を除く）をもうけた。
- 女子（1794年、死産）
- フリードリヒ・ヴィルヘルム（1795年 - 1861年、プロイセン王フリードリヒ・ヴィルヘルム4世）
- ヴィルヘルム・フリードリヒ・ルートヴィヒ（1797年 – 1888年、ドイツ皇帝ヴィルヘルム1世）
- フリーデリケ・ルイーゼ・シャルロッテ・ヴィルヘルミーネ（1798年 - 1860年、ロシア皇帝ニコライ1世妃、ロシア名アレクサンドラ・フョードロヴナ）
- フリーデリケ・アウグステ・カロリーネ・アマーリエ（1799年 - 1800年）
- フリードリヒ・カール・アレクサンダー（1801年 - 1883年、聖ヨハネ騎士団総長）
- フリーデリケ・ヴィルヘルミーネ・アレクサンドリーネ・マリー・ヘレーネ（1803年 - 1892年、メクレンブルク＝シュヴェリーン大公パウル・フリードリヒ妃）
- フェルディナント・フリードリヒ・ユリウス・レオポルト（1804年 – 1806年）
- ルイーゼ・アウグステ・ヴィルヘルミーネ・アマーリエ（1808年 – 1870年、オランダ王子フレデリック妃）
- フリードリヒ・ハインリヒ・アルブレヒト（1809年 - 1872年）